# Szyszaki (rejon szeptycki)
Szyszaki (ukr.  Шишаки) – wieś na Ukrainie w rejonie szeptyckim obwodu lwowskiego.
Do 2020 w rejonie sokalskim.

Do 2024 w rejonie czerwonogrodzkim.
Wieś starostwa mostowskiego, położona była w XVIII wieku w województwie bełskim.

## Historia
Pod koniec XIX w. wieś w powiecie żółkiewskim.